# SATURDAY GO AROUND
『SATURDAY GO AROUND』（サタデー・ゴー・アラウンド）は、ZIP-FMで放送されていた音楽情報番組である。

## 概要
土曜日の昼下がりのドライブにぴったりのラジオ番組として、ニュース・交通情報・天気情報、ドライブスポット情報、そして洋楽・ドライブミュージックを交えながら放送している。
2005年12月までは中区栄にあった「FIERA ZIP CORNER」のサテライトスタジオから公開生放送を行っていたが、JETRO輸入車ショールームの閉鎖を受けて同スタジオも閉鎖されたため、それ以降は本社スタジオからの放送となった。但し、不定期に「STUDIO LACHIC」をはじめ各所で公開生放送を必ず数回実施していた。
2023年3月25日に最終放送。

## ナビゲーター
|   | 出演者              | 出演期間                                    | 備考 |
| 1 | MARCO               | 2004年4月 - 2005年3月                       |      |
| 2 | 南城大輔            | 2005年4月 - 2007年3月 2018年4月 - 2023年3月 |      |
| 3 | 小林拓一郎          | 2007年4月 - 2009年3月                       |      |
| 4 | 堀江美穂 礒谷祐介   | 2009年4月 - 2011年3月                       |      |
| 5 | 服部愛子 MEGURU     | 2011年4月 - 2012年3月                       |      |
| 6 | 堀江美穂 MEGURU     | 2012年4月 - 2013年3月                       |      |
| 7 | 落合健太郎 花上裕香 | 2013年4月 - 2016年3月                       |      |
| 8 | 南城大輔 川村茉由   | 2016年4月 - 2018年3月                       |      |

代演
- AZUSA（2022年12月17日）

## 放送時間
すべてJST。
| 放送曜日 | 放送時間      | 放送期間                                     |
| 毎週土曜 | 15:00 - 19:00 | 2004年4月 - 2008年9月 2012年10月 - 2018年3月 |
| 毎週土曜 | 15:00 - 20:00 | 2008年10月 - 2009年3月                       |
| 毎週土曜 | 15:00 - 18:30 | 2009年4月 - 2012年9月                        |
| 毎週土曜 | 16:00 - 19:00 | 2018年4月 - 2023年3月                        |

## プログラム

### サーフボードプログラム
- 16:15 - 16:30「DRIVING ON FLEEK」
- 16:30 - 16:45「HELPER STATION」
- 17:15 - 17:30「NAGASHIMA SPA LAND BUZZ LIVE」

### ショートプログラム
- 17:42 - 17:47「SataSearch」

### 過去に放送されていたコーナー
放送時期は順不同である。
- 16:00 - 16:55「SATURDAY CHAMPION」

様々なジャンルの1位を紹介していくもの。ZIPPIEからの生リクエストも受け付けている。
- 17:15 - 17:45（2008年3月末まで）「CUTTING RE-VIEW」
- 17:15 - 17:45（2008年4月-9月）「Jetstar Presents TAKE IT OZ!」
- 17:15 - 17:45「UHHH WASSUP?」（2008年9月-2010年3月）

噂になっているものや情報や不定期で五時慢や芸能リポーター梨元勝が登場したり、噂になっている事や物を特集したりする。
- SATURDAY GO AROUNDのエンディング（2008年3月末まで）「コバタクのエアギター」

小林拓一郎が当番組のエンディングにロックな曲を選曲してエアギターで演奏していた。
- 15:23 - 15:28「3時のあなた」

土曜日の15時台に送られたZIPPIEからのメッセージを堀江美穂＆礒谷祐介が紹介する。
- 16:00 - 16:30 「SAT.GO COLLECTION」

話題のスポットの紹介。
- 16:00 - 16:45「PROTO ZIP-CITY STREET」

ZIPPIEから送られた毎回特集するエリア情報をもとに取材に伺い、たまにプレゼントをすることがある。
- 17:00 - 18:00 「ご自由な時間」

ZIPPIEから送られたリクエストに自由に応えたり、ZIPPIEと電話を繋いで自慢をしたり、1～2週間前後のZIPPIEの誕生日を祝う。
- 17:00 - 17:30 「RIDE ON HITS」

週末のスポーツ情報、1週間のエンターテイメント情報、注目の新譜を紹介する。
- 17:30 - 17:45「DJ MEGURU MIX AROUND」
- 18:15 - 18:25「ドクターミッフォー」

堀江扮する女医「ドクターミッフォー」がZIPPIEからのお悩み相談を受け付ける。お約束として真面目な回答はほとんどなく、ZIP-FMでは珍しく、下ネタを連想させるものが多かった。そのため、お悩み相談が解決しない時もあった。
- 16:00 - 16:20「SHARP MUSIC MASTER」
- 17:15 - 17:35「FAMILY CONNECTION with HOME MADE 家族」

HOME MADE 家族が出演。ミュージックナビゲーターとともに家族にまつわる話で盛り上げる。